# Gmina Despotovac
Gmina Despotovac (serb. Opština Despotovac / Општина Деспотовац) – gmina w Serbii, w okręgu pomorawskim. W 2018 roku liczyła 20 629 mieszkańców.